# Marc Burns
Marc Burns (Port of Spain, 7 de janeiro de 1983) é um velocista trinitino, campeão olímpico no revezamento 4x100 m de Trinidad e Tobago nos Jogos Olímpicos de 2008, em Pequim. A equipe chegou em segundo lugar na prova mas 14 anos depois recebeu a medalha de ouro em virtude de doping constatado – através de amostras de sangue congeladas desde 2008 – num dos corredores da equipe da Jamaica, Nesta Carter, que havia vencido na ocasião, o que fez que os jamaicanos fossem desclassificados e o revezamento de Trinidad e Tobago herdasse a medalha de ouro. Também com o revezamento, Burns conquistou a medalha de prata no Campeonato Mundial de Atletismo de 2009 em Berlim e na Olimpíada seguinte, Londres 2012.